# Tiébissou (département)
Pour les articles homonymes, voir Tiébissou.
Le département de Tiébissou est un département de Côte d'Ivoire.